# Лоц. Прод. Овидио (Л'Аквила)
Лоц. Прод. Овидио (итал. Loc. Prod. Ovidio) је насеље у Италији у округу Л'Аквила, региону Абруцо.
Према процени из 2011. у насељу је живело 76 становника. Насеље се налази на надморској висини од 359 м.